# 蓬塔克
蓬塔克（法語：Pontacq，法語發音：[pɔ̃tak]）是法国大西洋比利牛斯省的一个市镇，位于该省东部，和上比利牛斯省接壤，属于波城区。

## 地理
蓬塔克（43°11'8"N, 0°6'52"W）面积28.85 平方千米，位于法国新阿基坦大区大西洋比利牛斯省，该省份为法国东南部省份，涵盖了贝阿恩与北巴斯克，西临大西洋比斯開灣，北至朗德省，东北接热尔省，东临上比利牛斯省，南与西班牙接壤。
与蓬塔克接壤的市镇（或旧市镇、城区）包括：吕凯、拉马克蓬塔克、奥桑、巴尔赞、贝内雅克、热尔、拉巴特马勒、利夫龙、圣樊尚。
蓬塔克的时区为UTC+01:00、UTC+02:00（夏令时）。

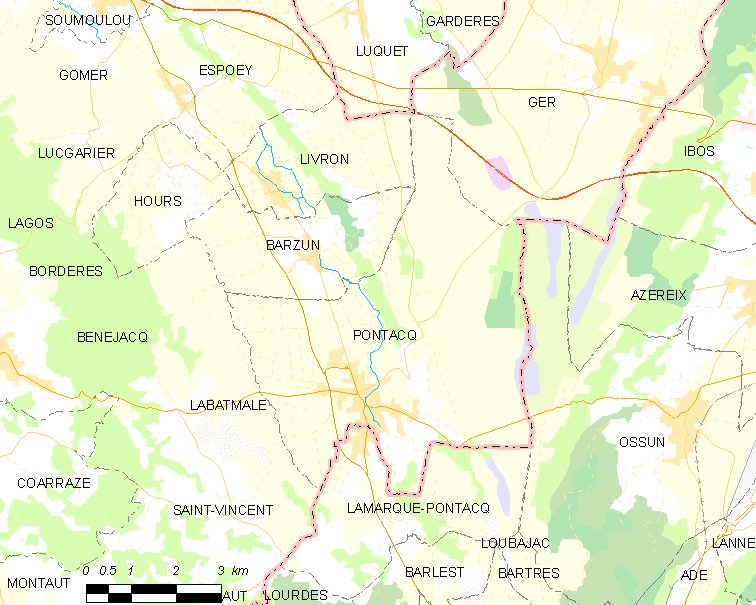
蓬塔克的OSM定位图

## 行政
蓬塔克的邮政编码为64530，INSEE市镇编码为64453。

## 政治
蓬塔克所属的省级选区为乌斯河与拉关河河谷县。

## 交通
该市镇停靠前往波城的大巴车。

## 人口

1962-2008年间蓬塔克人口变化图示

蓬塔克于2022年1月1日时的人口数量为2916人。